# Gran Premio di superbike di Assen 2010
Il Gran Premio di Superbike di Assen 2010 è stata la quarta prova su tredici del campionato mondiale Superbike 2010, è stato disputato il 25 aprile sul TT Circuit Assen e in gara 1 ha visto la vittoria di Jonathan Rea davanti a James Toseland e Leon Camier, lo stesso pilota si è ripetuto anche in gara 2, davanti a Leon Haslam e James Toseland.
La vittoria nella gara valevole per il campionato mondiale Supersport 2010 è stata ottenuta da Eugene Laverty.

## Risultati

### Gara 1

#### Arrivati al traguardo[4]
| Pos. | Nº | Pilota           | Squadra                  | Motocicletta         | Giri | Tempo     | Griglia | Punti |
| ---- | -- | ---------------- | ------------------------ | -------------------- | ---- | --------- | ------- | ----- |
| 1º   | 65 | Jonathan Rea     | HANNspree Ten Kate Honda | Honda CBR1000RR      | 22   | 35:38.483 | 1º      | 25    |
| 2º   | 52 | James Toseland   | Yamaha Sterilgarda       | Yamaha YZF R1        | 22   | +0:01.106 | 10º     | 20    |
| 3º   | 2  | Leon Camier      | Aprilia Alitalia Racing  | Aprilia RSV4 1000 F. | 22   | +0:01.249 | 5º      | 16    |
| 4º   | 7  | Carlos Checa     | Althea Racing            | Ducati 1098R         | 22   | +0:01.548 | 6º      | 13    |
| 5º   | 11 | Troy Corser      | BMW Motorrad Motorsport  | BMW S1000 RR         | 22   | +0:02.738 | 3º      | 11    |
| 6º   | 3  | Max Biaggi       | Aprilia Alitalia Racing  | Aprilia RSV4 1000 F. | 22   | +0:02.813 | 11º     | 10    |
| 7º   | 96 | Jakub Smrž       | PATA B&G Racing          | Ducati 1098R         | 22   | +0:06.296 | 2º      | 9     |
| 8º   | 35 | Cal Crutchlow    | Yamaha Sterilgarda       | Yamaha YZF R1        | 22   | +0:12.022 | 9º      | 8     |
| 9º   | 67 | Shane Byrne      | Althea Racing            | Ducati 1098R         | 22   | +0:12.146 | 7º      | 7     |
| 10º  | 41 | Noriyuki Haga    | Ducati Xerox             | Ducati 1098R         | 22   | +0:19.753 | 15º     | 6     |
| 11º  | 91 | Leon Haslam      | Suzuki Alstare           | Suzuki GSX-R1000     | 22   | +0:22.204 | 4º      | 5     |
| 12º  | 66 | Tom Sykes        | Kawasaki Racing          | Kawasaki ZX 10R      | 22   | +0:22.282 | 14º     | 4     |
| 13º  | 84 | Michel Fabrizio  | Ducati Xerox             | Ducati 1098R         | 22   | +0:22.780 | 8º      | 3     |
| 14º  | 50 | Sylvain Guintoli | Suzuki Alstare           | Suzuki GSX-R1000     | 22   | +0:23.364 | 13º     | 2     |
| 15º  | 99 | Luca Scassa      | Supersonic Racing        | Ducati 1098R         | 22   | +0:37.097 | 17º     | 1     |
| 16º  | 57 | Lorenzo Lanzi    | DFX Corse                | Ducati 1098R         | 22   | +0:39.467 | 18º     |       |
| 17º  | 77 | Chris Vermeulen  | Kawasaki Racing          | Kawasaki ZX 10R      | 22   | +0:46.468 | 19º     |       |
| 18º  | 15 | Matteo Baiocco   | Team Pedercini           | Kawasaki ZX 10R      | 22   | +0:57.170 | 21º     |       |
| 19º  | 95 | Roger Lee Hayden | Team Pedercini           | Kawasaki ZX 10R      | 22   | +1:01.634 | 22º     |       |
| 20º  | 76 | Max Neukirchner  | HANNspree Ten Kate Honda | Honda CBR1000RR      | 22   | +1:04.295 | 16º     |       |

#### Ritirati
| Nº  | Pilota      | Squadra                 | Motocicletta    | Giri | Griglia |
| --- | ----------- | ----------------------- | --------------- | ---- | ------- |
| 23  | Broc Parkes | ECHO CRS Honda          | Honda CBR1000RR | 9    | 20º     |
| 111 | Rubén Xaus  | BMW Motorrad Motorsport | BMW S1000 RR    | 8    | 12º     |

### Gara 2

#### Arrivati al traguardo[5]
| Pos. | Nº  | Pilota           | Squadra                  | Motocicletta         | Giri | Tempo     | Griglia | Punti |
| ---- | --- | ---------------- | ------------------------ | -------------------- | ---- | --------- | ------- | ----- |
| 1º   | 65  | Jonathan Rea     | HANNspree Ten Kate Honda | Honda CBR1000RR      | 22   | 35:43.137 | 1º      | 25    |
| 2º   | 91  | Leon Haslam      | Suzuki Alstare           | Suzuki GSX-R1000     | 22   | +0:01.942 | 4º      | 20    |
| 3º   | 52  | James Toseland   | Yamaha Sterilgarda       | Yamaha YZF R1        | 22   | +0:03.928 | 10º     | 16    |
| 4º   | 3   | Max Biaggi       | Aprilia Alitalia Racing  | Aprilia RSV4 1000 F. | 22   | +0:04.067 | 11º     | 13    |
| 5º   | 11  | Troy Corser      | BMW Motorrad Motorsport  | BMW S1000 RR         | 22   | +0:04.176 | 3º      | 11    |
| 6º   | 7   | Carlos Checa     | Althea Racing            | Ducati 1098R         | 22   | +0:04.525 | 6º      | 10    |
| 7º   | 96  | Jakub Smrž       | PATA B&G Racing          | Ducati 1098R         | 22   | +0:04.682 | 2º      | 9     |
| 8º   | 67  | Shane Byrne      | Althea Racing            | Ducati 1098R         | 22   | +0:07.698 | 7º      | 8     |
| 9º   | 76  | Max Neukirchner  | HANNspree Ten Kate Honda | Honda CBR1000RR      | 22   | +0:09.903 | 16º     | 7     |
| 10º  | 111 | Rubén Xaus       | BMW Motorrad Motorsport  | BMW S1000 RR         | 22   | +0:11.465 | 12º     | 6     |
| 11º  | 99  | Luca Scassa      | Supersonic Racing        | Ducati 1098R         | 22   | +0:15.489 | 17º     | 5     |
| 12º  | 84  | Michel Fabrizio  | Ducati Xerox             | Ducati 1098R         | 22   | +0:23.604 | 8º      | 4     |
| 13º  | 50  | Sylvain Guintoli | Suzuki Alstare           | Suzuki GSX-R1000     | 22   | +0:29.085 | 13º     | 3     |
| 14º  | 77  | Chris Vermeulen  | Kawasaki Racing          | Kawasaki ZX 10R      | 22   | +0:35.401 | 19º     | 2     |
| 15º  | 15  | Matteo Baiocco   | Team Pedercini           | Kawasaki ZX 10R      | 22   | +0:44.330 | 21º     | 1     |
| 16º  | 95  | Roger Lee Hayden | Team Pedercini           | Kawasaki ZX 10R      | 22   | +0:50.830 | 22º     |       |
| 17º  | 23  | Broc Parkes      | ECHO CRS Honda           | Honda CBR1000RR      | 22   | +0:58.819 | 20º     |       |

#### Ritirati
| Nº | Pilota        | Squadra                 | Motocicletta         | Giri | Griglia |
| -- | ------------- | ----------------------- | -------------------- | ---- | ------- |
| 2  | Leon Camier   | Aprilia Alitalia Racing | Aprilia RSV4 1000 F. | 20   | 5º      |
| 35 | Cal Crutchlow | Yamaha Sterilgarda      | Yamaha YZF R1        | 11   | 9º      |
| 41 | Noriyuki Haga | Ducati Xerox            | Ducati 1098R         | 6    | 15º     |
| 57 | Lorenzo Lanzi | DFX Corse               | Ducati 1098R         | 0    | 18º     |
| 66 | Tom Sykes     | Kawasaki Racing         | Kawasaki ZX 10R      | 0    | 14º     |

### Supersport

#### Arrivati al traguardo[3]
| Pos. | Nº  | Pilota            | Squadra                  | Motocicletta        | Giri | Tempo     | Griglia | Punti |
| ---- | --- | ----------------- | ------------------------ | ------------------- | ---- | --------- | ------- | ----- |
| 1º   | 50  | Eugene Laverty    | Parkalgar Honda          | Honda CBR600RR      | 21   | 34:45.753 | 2º      | 25    |
| 2º   | 26  | Joan Lascorz      | Kawasaki Motocard.com    | Kawasaki ZX-6R      | 21   | + 2.796   | 4º      | 20    |
| 3º   | 54  | Kenan Sofuoğlu    | HANNspree Ten Kate Honda | Honda CBR600RR      | 21   | + 2.962   | 1º      | 16    |
| 4º   | 7   | Chaz Davies       | ParkinGO Triumph BE1     | Triumph Daytona 675 | 21   | + 23.040  | 9º      | 13    |
| 5º   | 14  | Matthieu Lagrive  | ParkinGO Triumph BE1     | Triumph Daytona 675 | 21   | + 26.338  | 6º      | 11    |
| 6º   | 127 | Robbin Harms      | Harms Benjan Racing      | Honda CBR600RR      | 21   | + 32.544  | 10º     | 10    |
| 7º   | 4   | Gino Rea          | Intermoto Czech          | Honda CBR600RR      | 21   | + 36.591  | 11º     | 9     |
| 8º   | 37  | Katsuaki Fujiwara | Kawasaki Motocard.com    | Kawasaki ZX-6R      | 21   | + 36.697  | 7º      | 8     |
| 9º   | 55  | Massimo Roccoli   | Intermoto Czech          | Honda CBR600RR      | 21   | + 36.879  | 13º     | 7     |
| 10º  | 117 | Miguel Praia      | Parkalgar Honda          | Honda CBR600RR      | 21   | + 47.288  | 15º     | 6     |
| 11º  | 5   | Alexander Lundh   | Cresto Guide Racing      | Honda CBR600RR      | 21   | + 48.168  | 14º     | 5     |
| 12º  | 40  | Jason Di Salvo    | ParkinGO BE1 Triumph     | Triumph Daytona 675 | 21   | + 49.006  | 12º     | 4     |
| 13º  | 9   | Danilo Dell'Omo   | Kuja Racing              | Honda CBR600RR      | 21   | +1:28.408 | 16º     | 3     |
| 14º  | 8   | Bastien Chesaux   | Harms Benjan Racing      | Honda CBR600RR      | 21   | +1:36.505 | 17º     | 2     |
| 15º  | 33  | Paola Cazzola     | Kuja Racing              | Honda CBR600RR      | 20   | +1 giro   | 18º     | 1     |
| 16º  | 10  | Imre Tóth         | Team Toth                | Honda CBR600RR      | 20   | +1 giro   | 19º     |       |

#### Ritirati
| Nº | Pilota        | Squadra                  | Motocicletta        | Giri | Griglia |
| -- | ------------- | ------------------------ | ------------------- | ---- | ------- |
| 99 | Fabien Foret  | Lorenzini by Leoni       | Kawasaki ZX-6R      | 13   | 5º      |
| 25 | David Salom   | ParkinGO BE1 Triumph     | Triumph Daytona 675 | 3    | 8º      |
| 51 | Michele Pirro | HANNspree Ten Kate Honda | Honda CBR600RR      | 3    | 3º      |